# Championnat d'Italie de football de troisième division 2018-2019
Navigation
Serie C 2017-2018 Serie C 2019-2020
La saison 2018-2019 du championnat d'Italie D3 qui s'appelle en italien Serie C est organisée en deux poules de 20 équipes et une poule de 19 équipes. Elle débute le 16 septembre 2018.
C'est la 5e édition du championnat italien organisée par la Lega Italiana Calcio Professionistico, au sein d'une division unique, le championnat porte à nouveau le nom d'origine de Serie C.
Les équipes qui remportent chacune des poules, Entella, Pordenone et Juve Stabia, sont promues en Serie B. Elles seront accompagnées par les vainqueurs des play-off.

## Déroulement de la saison
Le début de saison a été marqué par de nombreuses affaires, des clubs en faillite, des incertitudes consécutives aux problèmes de la Serie B repoussant l'annonce de la liste des clubs à début septembre et le démarrage du championnat à mi-septembre.
Les clubs de Novare, Sienne et Catane étaient initialement prévus pour être repêchés en Serie B, mais à la suite de l'opposition des clubs de Pro Verceil et Ternana la procédure est annulée, la Serie B se compose de 19 clubs au lieu des 22 statutaires.
Mestre, Reggiana et Fidelis Andria ne se sont pas réinscrits pour la 3e division.
Le FC Bassano fusionne avec Vicence, en faillite, pour former le LR Vicenza Virtus.
La section U23 de la Juventus est admise en Serie C, tout comme Cavese 1919 et Imolese repêchés de la Serie D pour compléter les groupes.
Après la diffusion du calendrier et le départ du championnat le 16 septembre 2018, la situation chaotique continue, les clubs ayant engagés des procédures, pour l'admission en Serie B, font reporter leur match, seul Virtus Entella dispute la première journée, mais reporte son deuxième match. Après la troisième journée, les clubs suivant n'ont pas encore débuté leur saison : Pro Verceil, Novare Calcio, Ternana Calcio, Sienne et Calcio Catane.
Viterbese Castrense pour protester d'être dans le groupe C  (Sud de l'Italie) reporte également ses matchs.
Lors de la quatrième journée les clubs de Pro Verceil, Novare Calcio, Ternana Calcio, Sienne et Calcio Catane démarrent leur saison après le refus de les intégrer en Serie B, les dates des matchs reportés sont officialisées le 2 octobre 2018.
Le 23 octobre, le tribunal administratif donne raison aux clubs qui contestaient la Serie B à 19 équipes, quelques jours avant la 9e journée du championnat tous les matchs des équipes suivantes sont reportés : Catania, Novare, Pro Vercelli, Sienne, Ternana, Virtus Entella et Viterbese Castrense.
Le 31 octobre, la fédération annonce les points de pénalités pour plusieurs clubs pour des raisons financières. -11 points pour Lucchese, -8 points pour Matera, -3 points pour Coni, -2 points pour Monopoli, -1 point pour Syracuse, Juve Stabia, Pro Piacenza 1919, Rende, Trapani, Triestina et Arzachena.
Lors de la 10e journée tous les clubs reprennent le championnat, c'est la première journée qui s'est déroulée normalement depuis le début de la compétition.
Le 29 janvier, il est annoncé un changement de format cette saison, comme la Serie B se composera en 2019-2020 de 20 équipes il y aura une promotion supplémentaire cette saison, soit cinq équipes au lieu de quatre, le nombre des clubs relégués en Serie D passe de 9 à 7 équipes.
Le 13 février 2019, le club de Matera après son quatrième forfait est exclu du championnat. 
Le 17 février 2019, le club de Pro Piacenza, à la suite d'une grève de ses joueurs pour non paiement des salaires, et trois matchs forfaits, aligne à Coni une équipe avec sept jeunes (le nombre minimum pour disputer une partie de football) pour éviter l'exclusion du championnat, le match se solde par une défaite 20 à 0. Après cette parodie de match, la ligue décide finalement d'exclure le club le 18 février 2019, et les résultats de tous les matchs de la saison de Pro Piacenza sont annulés.

## Composition des poules régionales

### Poule A
| Nom du club                                  | Classement 2017-2018 | Stade                                   |
| -------------------------------------------- | -------------------- | --------------------------------------- |
| Albissola 2010                               | 1er Serie D (E)      | Stadio comunale di Chiavari             |
| Unione Sportiva Alexandrie 1912              | 6e Lega Pro (A)      | Stade Giuseppe-Moccagatta               |
| Unione Sportiva Arezzo                       | 16e Lega Pro (A)     | Stade de la ville d'Arezzo              |
| Polisportiva Arzachena                       | 15e Lega Pro (A)     | Stadio Biagio Pirina                    |
| Unione Sportiva Carrarese Calcio 1908        | 7e Lega Pro (A)      | Stade des Marbres                       |
| Juventus Football Club U23                   | -                    | Stade Giuseppe-Moccagatta (Alessandria) |
| Associazione Calcio Coni 1905                | 18e Lega Pro (A)     | Stade Fratelli Paschiero                |
| Associazione Calcio Gozzano                  | 1er Serie D (A)      | Stade Silvio-Piola (Vercelli)           |
| Novare Calcio                                | 20e Serie B          | Stade Silvio-Piola                      |
| Associazione Sportiva Lucchese Libertas 1905 | 12e Lega Pro (A)     | Stade Porta Elisa                       |
| Olbia Calcio 1905                            | 13e Lega Pro (A)     | Stade Bruno-Nespoli                     |
| Associazione Calcio Pise 1909                | 3e Lega Pro (A)      | Stadio Arena Garibaldi-Romeo Anconetani |
| Unione Sportiva Pistoiese 1921               | 10e Lega Pro (A)     | Stadio Marcello Melani                  |
| Plaisance Calcio 1919                        | 8e Lega Pro (A)      | Stade Leonardo-Garilli                  |
| Unione Sportiva Città di Pontedera           | 11e Lega Pro (A)     | Stadio Ettore Mannucci                  |
| Pro Plaisance                                | 14e Lega Pro (A)     | Stadio Leonardo Garilli                 |
| Aurora Pro Patria 1919                       | 1er Serie D (B)      | Stadio Carlo Speroni                    |
| Football Club Pro Verceil 1892               | 21e Serie B          | Stade Silvio-Piola                      |
| Robur Sienne                                 | 2e Lega Pro (A)      | Stade Artemio Franchi                   |
| Virtus Entella                               | 19e Serie B          | Stadio comunale di Chiavari             |

### Poule B
La poule B :
| Nom du club                         | Classement 2017-2018 | Stade                                    |
| ----------------------------------- | -------------------- | ---------------------------------------- |
| Unione Calcio AlbinoLeffe           | 5e Lega Pro (B)      | Stadio Atleti Azzurri d'Italia (Bergamo) |
| LR Vicence                          | 18e Lega Pro (B)     | Stade Romeo-Menti                        |
| Alma Juventus Fano 1906             | 13e Lega Pro (B)     | Stade Raffaele Mancini                   |
| Feralpi Salò                        | 6e Lega Pro (B)      | Stadio Lino Turina                       |
| Fermana Calcio                      | 14e Lega Pro (B)     | Stade Bruno Recchioni                    |
| Associazione Sportiva Gubbio 1910   | 15e Lega Pro (B)     | Stade Pietro-Barbetti                    |
| Associazione Sportiva Giana Erminio | 9e Lega Pro (A)      | Stadio comunale Città di Gorgonzola      |
| Imolese Calcio 1919                 | 2e Serie D (D)       | Stadio Romeo Galli                       |
| Società Sportiva Monza 1912         | 4e Lega Pro (A)      | Stade Brianteo                           |
| Pordenone Calcio                    | 9e Lega Pro (B)      | Stadio Ottavio Bottecchia                |
| Ravenne Football Club 1913          | 12e Lega Pro (B)     | Stadio Bruno Benelli                     |
| Associazione Calcio Renate          | 7e Lega Pro (A)      | Stadio Città di Meda (Meda)              |
| Rimini Football Club 1912           | 1er Serie D (D)      | Stadio Romeo Neri                        |
| Società Sportiva Sambenedettese     | 3e Lega Pro (B)      | Stade Riviera delle Palme                |
| Virtus Vérone                       | 1er Serie D (B)      | Centro Mario Gavagnin-Sinibaldo Nocini   |
| Fußball Club Südtirol               | 2e Lega Pro (B)      | Stadio Druso                             |
| Società Sportiva Teramo Calcio      | 16e Lega Pro (B)     | Stadio Gaetano Bonolis                   |
| Ternana                             | 22e Serie B          | Stadio Libero Liberati                   |
| Unione Sportiva Triestina Calcio    | 11e Lega Pro (B)     | Stade Nereo-Rocco                        |
| Vis Pesaro                          | 1er Serie D (F)      | Stadio Tonino Benelli                    |

LR Vicenza remplace le Bassano Virtus après sa fusion avec Vicenza.

### Poule C
| Nom du club                               | Classement 2017-2018 | Stade                                      |
| ----------------------------------------- | -------------------- | ------------------------------------------ |
| Associazione Sportiva Bisceglie           | 11e Lega Pro (C)     | Stadio Gustavo Ventura                     |
| Casertana Football Club                   | 7e Lega Pro (C)      | Stadio Alberto Pinto                       |
| Calcio Catane                             | 2e Lega Pro (C)      | Stade Angelo-Massimino                     |
| Unione Sportiva Catanzaro                 | 14e Lega Pro (C)     | Stadio Nicola Ceravolo                     |
| Cavese 1919                               | 2e Serie D (H)       | Stadio Simonetta Lamberti                  |
| Società Sportiva Juve Stabia              | 4e Lega Pro (C)      | Stade Romeo Menti                          |
| Società Sportiva Matera Calcio            | 12e Lega Pro (C)     | Stadio XXI Settembre-Franco Salerno        |
| Società Sportiva Monopoli 1966            | 6e Lega Pro (C)      | Stade Vito Simone Veneziani                |
| Paganese Calcio 1926                      | 17e Lega Pro (C)     | Stadio Marcello Torre                      |
| Potenza Calcio                            | 1er Serie D (H)      | Stadio Alfredo Viviani                     |
| Urbs Sportiva Reggina 1914                | 15e Lega Pro (C)     | Stade Oreste-Granillo                      |
| Football Club Rieti                       | 1er Serie D (G)      | Stade Centre d'Italie-Manlio Scopigno      |
| Società Sportiva Rende                    | 8e Lega Pro (C)      | Stade Marco Lorenzon                       |
| Sicula Leonzio                            | 10e Lega Pro (C)     | Stadio Angelino Nobile                     |
| Syracuse Calcio                           | 13e Lega Pro (C)     | Stade Nicola De Simone                     |
| Trapani Calcio                            | 3e Lega Pro (C)      | Stadio polisportivo provinciale di Trapani |
| Virtus Francavilla Calcio                 | 9e Lega Pro (C)      | Stadio Giovanni Paolo II                   |
| Unione Sportiva Vibonese Calcio           | 1er Serie D (I)      | Stadio Luigi Razza                         |
| Associazione Sportiva Viterbese Castrense | 5e Lega Pro (A)      | Stadio Enrico Rocchi                       |

## Compétition

### Classements
| Class. | Groupe A                       | Groupe B                                  | Groupe C                                  |
| ------ | ------------------------------ | ----------------------------------------- | ----------------------------------------- |
| 1      | Virtus Entella                 | Pordenone Calcio                          | Juve Stabia                               |
| 2      | Plaisance Calcio 1919          | Unione Sportiva Triestina Calcio          | Trapani Calcio                            |
| 3      | Calcio Pise                    | Imolese Calcio 1919                       | Unione Sportiva Catanzaro                 |
| 4      | Società Sportiva Arezzo        | Feralpi Salò                              | Calcio Catane                             |
| 5      | Pro Verceil                    | Società Sportiva Monza 1912               | Potenza Calcio                            |
| 6      | Robur Sienne                   | Fußball Club Südtirol                     | Virtus Francavilla Calcio                 |
| 7      | Carrarese Calcio 1908          | Ravenne FC                                | Urbs Sportiva Reggina 1914                |
| 8      | Aurora Pro Patria 1919         | L. R. Vicence Virtus                      | Società Sportiva Monopoli 1966            |
| 9      | Novare Calcio                  | Società Sportiva Sambenedettese           | Casertana Football Club                   |
| 10     | US Alexandrie                  | Montegranaro Calcio Fermana Football Club | Società Sportiva Rende                    |
| 11     | US Pontedera                   | Ternana Unicusano Calcio                  | Cavese 1919                               |
| 12     | Juventus Football Club U23     | Associazione Sportiva Gubbio 1910         | Associazione Sportiva Viterbese Castrense |
| 13     | Olbia Calcio 1905              | Teramo Calcio                             | Sicula Leonzio                            |
| 14     | Polisportiva Arzachena         | Unione Calcio AlbinoLeffe                 | Unione Sportiva Vibonese Calcio           |
| 15     | Unione Sportiva Pistoiese 1921 | Vis Pesaro                                | Football Club Rieti                       |
| 16     | Associazione Calcio Gozzano    | Associazione Sportiva Giana Erminio       | Syracuse Calcio                           |
| 17     | Albissola 2010                 | Associazione Calcio Renate                | Associazione Sportiva Bisceglie           |
| 18     | Calcio Coni                    | Rimini Football Club 1912                 | Paganese Calcio 1926                      |
| 19     | Lucchese Libertas 1905         | Virtus Vérone                             | Matera Calcio                             |
| 20     | Pro Plaisance                  | Alma Juventus Fano 1906                   | -                                         |

- Pro Plaisance et Matera Calcio ont été exclus en cours de saison.
- Associazione Sportiva Viterbese Castrense participe aux play offs en tant que vainqueur de la coupe de Serie C.

### Play off
- Les équipes placées deuxièmes de poule sont directement qualifiées pour les demi-finales des play offs: Plaisance, Triestina et Trapani.
- Les équipes placées troisièmes et le vainqueur de la Copa Serie C sont directement qualifiées pour les quarts de finales : Pise, Imolese, Catanzaro et Viterbese Castrense.
- Dans les play offs de chaque poule, le quatrième est qualifié pour le second tour, les équipes de la 5e à la 10e place disputent le premier tour, les 3 vainqueurs du premier tour et le quatrième disputent le deuxième tour pour déterminer les deux clubs qui se qualifient pour les play offs nationaux.

Les deux vainqueurs des finales sont promus en Serie B :
| 8 juin 2019 | Plaisance Calcio 1919 | 0-0   | Trapani Calcio |  |  |
| 20h30       |                       | (0-0) |                |  |  |

| 15 juin 2019 | Trapani Calcio | 2-0 | Plaisance Calcio 1919 |  |  |
| 20h30        |                | (-) |                       |  |  |

| 5 juin 2019 | AC Pise 1909 | 2-2   | US Triestina Calcio 1918 |  |  |
| 20h30       |              | (1-2) |                          |  |  |

| 9 juin 2019 | US Triestina Calcio 1918 | 1-1 (1-3ap) | AC Pise 1909 |  |  |
| 18h30       |                          | (0-1)       |              |  |  |